# Liste der denkmalgeschützten Objekte in Kirchberg am Wechsel
Die Liste der denkmalgeschützten Objekte in Kirchberg am Wechsel enthält die 11 denkmalgeschützten, unbeweglichen Objekte der Gemeinde Kirchberg am Wechsel im niederösterreichischen Bezirk Neunkirchen.

## Denkmäler
| Foto |                 | Denkmal | Standort                                                      | Beschreibung | Metadaten |
| ---- | --------------- | --- | ------------------------------------------------------------- | --- | --- |
| ja   | Datei hochladen | Pfarrgebäude und Reste der Kirchhofbefestigung HERIS-ID: 34169 Objekt-ID: 32158                                               | Florian Kuntner Platz 4 Standort KG: Kirchberg am Wechsel     | ursprünglich Nebentrakt des Chorfrauenstiftes, um 1720 über spätmittelalterlichen Befestigungsbauten in Hanglage errichtet, Einbeziehung des mittelalterlichen Haupttors zum Stift, ein- bis zweigeschoßiger Bau mit hohem Kellergeschoß und offenem Stiegenaufgang | BDA-Hist.: Q44046937 Status: § 2a Stand der BDA-Liste: 2025-06-30 Name: Pfarrgebäude und Reste der Kirchhofbefestigung GstNr.: .5, 17, .6, 13, 14 Pfarrhof Kirchberg am Wechsel                                         |
| ja   | Datei hochladen | Kath. Pfarrkirche, ehem. Stiftskirche hl. Jakobus d. Ä. HERIS-ID: 50001 Objekt-ID: 54448                                      | bei Florian Kuntner Platz 4 Standort KG: Kirchberg am Wechsel | barocker Saalbau mit eingezogenem Westturm, teilweise über den Fundamenten eines kleineren Vorgängerbaus aus dem Mittelalter 1754–1756 errichtet, um 1200 Pfarrgründung durch die Herren von Kranichberg, 1232 erstmals urkundlich erwähnt, 1272 dem Chorfrauenstift inkorporiert (Stiftskirche), 1754/56 Abbruch der gotischen Kirche und barocker Neubau, 1829 Brand und anschließende Neugestaltung des Dachreiters | BDA-Hist.: Q38037490 Status: § 2a Stand der BDA-Liste: 2025-06-30 Name: Kath. Pfarrkirche, ehem. Stiftskirche hl. Jakobus d. Ä. GstNr.: .4, 1028 St. Jakob (Kirchberg am Wechsel)                                       |
| ja   | Datei hochladen | Ehem. Chorfrauenstift (ehem. Konventgeb.) mit Wirtschaftstrakt, Nebengebäude und Gartenmauer HERIS-ID: 49997 Objekt-ID: 54444 | Markt 2 Standort KG: Kirchberg am Wechsel                     | dreigeschoßige frühbarocke Vierflügelanlage nördlich der Pfarrkirche um rechteckigen Hof, 1216 (?) Stiftung einer Nonnenzelle durch die Herren von Kranichberg, 1260 urkundlich Kloster, unter Priorin Anna Jakoba Pollinger Neubau des Konventgebäudes im Barockstil von 1654 bis 1657 nach Plänen von Georg Gerstenbrand (?), 1754/56 Neubau der Stiftskirche (siehe Pfarrkirche), 1782 Aufhebung des Stiftes, seit 1828 im Besitz der Erzdiözese Wien | BDA-Hist.: Q18409942 Status: § 2a Stand der BDA-Liste: 2025-06-30 Name: Ehem. Chorfrauenstift (ehem. Konventgeb.) mit Wirtschaftstrakt, Nebengebäude und Gartenmauer GstNr.: 1/3, 1/4, 1/1 Kloster Kirchberg am Wechsel |
| ja   | Datei hochladen | Friedhofskirche, ehem. Spitalskirche HERIS-ID: 49999 Objekt-ID: 54446                                                         | bei Markt 36 Standort KG: Kirchberg am Wechsel                | kleiner Saalbau aus der 2. Hälfte des 16. Jahrhunderts mit Satteldach und Dachreiter, westlicher niedriger Vorbau aus dem 19. Jahrhundert, ursprünglich Spitalsfriedhof, seit 1777 Pfarrfriedhof und daher Friedhofskirche | BDA-Hist.: Q38037469 Status: § 2a Stand der BDA-Liste: 2025-06-30 Name: Friedhofskirche, ehem. Spitalskirche GstNr.: .20 Friedhofskirche (Kirchberg am Wechsel)                                                         |
| ja   | Datei hochladen | Kaiser-Franz-Joseph-Jubiläums-Schule HERIS-ID: 80022 Objekt-ID: 93732                                                         | Markt 106 Standort KG: Kirchberg am Wechsel                   | 1897/98 erbaute Hauptschule mit zahlreichen Erweiterungen, späthistoristischer zweigeschoßiger Bau | BDA-Hist.: Q38172491 Status: § 2a Stand der BDA-Liste: 2025-06-30 Name: Kaiser-Franz-Joseph-Jubiläums-Schule GstNr.: 268/2 Kaiser-Franz-Josef-Jubiläums-Schule (Kirchberg am Wechsel)                                   |
| ja   | Datei hochladen | Gasthof/Hotel Zur 1000jährigen Linde (Haupthaus) HERIS-ID: 80021 Objekt-ID: 93731seit 2013                                    | Markt 116 Standort KG: Kirchberg am Wechsel                   | zweigeschoßiger Bau mit Zwerchgiebel und Erker, im Kern 16./17. Jahrhundert, Aufstockung mit Kreuzdach und Fassadierung im Heimatstil in den 1920er-Jahren, an der Straße Erweiterung (Speisesaal) nach 1945 | BDA-Hist.: Q38172483 Status: Bescheid Stand der BDA-Liste: 2025-06-30 Name: Gasthof/Hotel Zur 1000jährigen Linde (Haupthaus) GstNr.: .51                                                                                |
| ja   | Datei hochladen | Kath. Filialkirche hl. Wolfgang HERIS-ID: 50000 Objekt-ID: 54447                                                              | bei Sankt Wolfgang 282 Standort KG: Kirchberg am Wechsel      | spätgotischer dreischiffiger Bau, Chor aus dem Ende des 14. Jahrhunderts, 1404 als Kapelle St. Wolfgang erstmals erwähnt, Langhaus im 2. Viertel des 15. Jahrhunderts durch Maister Michel (Michael Goldberger?) und Jörg von Straubing erbaut, 1510 dem Chorfrauenstift inkorporiert, 1782 als Filiale aufgelassen, 1796 Exsekration und teilweiser Abbruch, bis 1860 Ruine, 1860–1862 teilweiser Wiederaufbau (Eindeckung, Einwölbung des Chores und des nördlichen Seitenschiffs), 1862 Wiedereinweihung, 1918 Brand und wieder Ruine, 1919–1926 Wiederherstellung nach Plänen von Richard Jordan und Neueinrichtung | BDA-Hist.: Q1648999 Status: § 2a Stand der BDA-Liste: 2025-06-30 Name: Kath. Filialkirche hl. Wolfgang GstNr.: .199 St. Wolfgang (Kirchberg am Wechsel)                                                                 |
| ja   | Datei hochladen | Figurenbildstock Maria Immaculata HERIS-ID: 59183 Objekt-ID: 70223                                                            | vor Markt 119 Standort KG: Kirchberg am Wechsel               | 1714 errichtet, Darstellung der Maria Immaculata auf einer Säule, umgeben von Figuren der Heiligen Rochus, Jakobus, Florian und Johannes Nepomuk | BDA-Hist.: Q38086225 Status: § 2a Stand der BDA-Liste: 2025-06-30 Name: Figurenbildstock Maria Immaculata GstNr.: 1004/9 Mariensäule Kirchberg am Wechsel                                                               |
| ja   | Datei hochladen | Kalvarienberg HERIS-ID: 80023 Objekt-ID: 93733                                                                                | Standort KG: Kirchberg am Wechsel                             | 1713/14 durch das Chorfrauenstift gestiftet, Anlage von sieben Stationen (Urlauberkapelle, vier Kreuzwegkapellen, Kreuzigungsgruppe und Grabkapelle) | BDA-Hist.: Q38172499 Status: § 2a Stand der BDA-Liste: 2025-06-30 Name: Kalvarienberg GstNr.: 205/4 Kalvarienberg Kirchberg am Wechsel                                                                                  |
| ja   | Datei hochladen | Schloss Kranichberg samt Nebengebäuden HERIS-ID: 34258 Objekt-ID: 32308                                                       | Kranichberg 1, 2, 3, 4 Standort KG: Kranichberg               | Die Burg entstand im 12. Jahrhundert und wurde nach einem Brand 1745 instand gesetzt. Die Anlage besteht aus einer Vorburg auf einem Geländeplateau und der auf einem Felsvorsprung errichteten Hochburg, die von einer mittelalterlichen Wehrmauer aus Bruchsteinen umgeben ist. Zwei- bis dreigeschoßige, im Kern mittel- und spätmittelalterliche Trakte umgeben einen trapezförmigen Hof. In der Südostecke erhebt sich ein mächtiger fünfgeschoßiger mittelalterlicher Bergfried. Unter allen Trakten erstreckt sich eine weitläufige mittelalterliche Kelleranlage. Im nordöstlichen Bereich der Hochburg liegt die im Kern gotische Burgkapelle hl. Ursula, erkennbar an einem hohen Dachreiter. | BDA-Hist.: Q1012721 Status: Bescheid Stand der BDA-Liste: 2025-06-30 Name: Schloss Kranichberg samt Nebengebäuden GstNr.: .30/1, .30/3, .30/4, . 30/5, .31 Kranichberg Castle                                           |
| ja   | Datei hochladen | ehemalige Kath. Pfarrkirche hll. Philipp und Christophorus HERIS-ID: 50075 Objekt-ID: 54592                                   | Kranichberg 1, östlich Standort KG: Kranichberg               | Abseits gelegen erhebt sich die Kirche auf einem nach drei Seiten steil abfallenden Felssporn. An den romanischen Saalbau aus dem 12. Jahrhundert (ursprünglich vermutlich ein Festes Haus) schließt ein gotischer Chor mit Polygon und einem Dachreiter an. Das Langhaus ist durch ein romanisches Tonnengewölbe gedeckt. In Langhaus und Chor sind Wandmalereien der Frührenaissance erhalten. Die Pfarrkirche als solche (juristische Person nach Kirchenrecht, staatlich anerkannt) ist von der Aufhebung der Pfarre Kranichberg per 1. Mai 2023 nicht betroffen und besteht weiter. Allerdings wurde das bisherige Kirchengebäude der Pfarrkirche Kranichberg mit Wirkung ab diesem Tag eine Filialkirche ohne eigene Rechtspersönlichkeit der römisch-katholischen Pfarre Gloggnitz, während die Kapelle St. Ursula im Schloss Kranichberg weiterhin als ehemalige Pfarrkirche Kranichberg deren eigene Rechtspersönlichkeit behielt, diese Kapelle beruht auf einem grundbücherlichen Nutzungsrecht (Servitut). | BDA-Hist.: Q38037844 Status: § 2a Stand der BDA-Liste: 2025-06-30 Name: Kath. Pfarrkirche hll. Philipp und Christophorus GstNr.: 475/14 Pfarrkirche Kranichberg                                                         |